# کشته‌شدگان اعتراضات به نتیجه انتخابات دهم ریاست‌جمهوری ایران

ندا آقاسلطان، دانشجوی رشته فلسفه در روز سی‌ام خرداد در خیابان کارگر تهران به ضرب گلوله کشته شد. مقامات حکومت ادعا کرده‌اند مرگ وی به قصد کشته‌سازی بوده.

در پی اعلام نتایج دهمین دورهٔ انتخابات ریاست جمهوری ایران و اعلام پیروزی دوبارهٔ محمود احمدی‌نژاد، تظاهرات و راهپیمایی‌های کم سابقه‌ای در خیابان‌ها و میدان‌های تهران و همچنین شهرهای دیگر ایران، توسط معترضان به نحوهٔ شمارش آرا و حامیان میرحسین موسوی، رقیب اصلی احمدی‌نژاد در انتخابات، در ماه‌های خرداد و تیر ۱۳۸۸ به راه افتاد که بزرگ‌ترین راهپیمایی‌های اعتراضی در تاریخ ۳۰ سال جمهوری اسلامی ایران بود.
در جریان سرکوب معترضان توسط نیروهای پلیس و شبه‌نظامیان بسیج و سپاه پاسداران، به ویژه در روزهای ۲۵ و ۳۰ خرداد ۱۳۸۸، تعدادی از معترضین و عابرین کشته و مجروح شدند.
هیچ آمار رسمی در مورد تعداد کشته‌شدگان این حوادث از سوی دولت ایران منتشر نشده‌است. اما «کمیته پیگیری امور آسیب‌دیدگان حوادث پس از انتخابات» که توسط میرحسین موسوی و مهدی کروبی تشکیل شده در شهریور ماه ۱۳۸۸، فهرستی شامل نام ۷۲ تن از کسانی که در خشونت‌های پس از انتخابات کشته شدند را به مجلس شورای اسلامی ارائه کرد. شمار زیادی از این افراد به وسیله گلوله کشته شده و شمار قابل توجهی نیز بر اثر ضرب و شتم و از جمله اصابت باتون جان خود را از دست داده‌اند و از این تعداد هفت نفر در حمله نیروهای امنیتی به کوی دانشگاه تهران از شامگاه روز ۲۴ خرداد تا بامداد ۲۵ خرداد جان باختند. مرگ عده‌ای نیز بر اثر ضرب و جرح، شکنجه شدید و بدرفتاری زندانبانان با آنان در بازداشتگاه‌هایی از جمله بازداشتگاه کهریزک بوده‌است.
روزنامه گاردین چهل روز پس از انتخابات از کشته شدن حداقل ۸۰ نفر از معترضان در جریان ناآرامی‌های ایران خبر داد. هرچند نهادهای حقوق بشری و معترضان کشته‌شدگان را بیش از این و بالغ بر صدها نفر می‌دانند. تعداد ۷۸ نفر از جانباختگان شناسایی شده‌اند.

## آمار هواداران حاکمیت
در پی انتشار اخبار کشته شدن ده‌ها نفر در جریان اعتراضات، هواداران دولت مدعی شدند بسیاری از این کشته‌شدگان جزو نیروهای بسیج بوده‌اند. سیدعلی خامنه‌ای رهبر جمهوری اسلامی در اولین نماز جمعه بعد از انتخابات مدعی شد نیروهای بسیج توسط معترضان ترور شدند؛ وی گفت:
«الان همین چند نفری که در این قضایا کشته شدند؛ از مردم عادی، از بسیج، جواب اینها را کی بناست بدهد؟... [اینکه] در خیابان از شلوغی استفاده کنند، بسیج را ترور کنند، عضو نیروی انتظامی را ترور کنند.»
مجتبی ذوالنور، جانشین نماینده ولی فقیه در سپاه پاسداران، علت اعلام نشدن نام این افراد را محافظت از جان خانواده‌های آنان دانست.
وبگاه پرچم از رسانه‌های هوادار دولت احمدی‌نژاد تعداد کشته‌شدگان را ۳۶ نفر اعلام کرده که بیش از ۷۰ درصد آن‌ها و خانواده‌شان از موافقان نظام و نیروهای بسیج یا مردم عادی و رهگذر بوده و بقیه در هنگام تهاجم و اغتشاش آفرینی کشته شده‌اند. این سایت اسامی ۳۳ نفر را اعلام کرده و سه نفر دیگر را مجهول الهویه دانسته. سه نفر نیز در بازداشتگاه کهریزک کشته شده‌اند: محسن روح الامینی، امیر جوادی‌فر و محمد کامرانی.
سرتیپ عبدالله عراقی، فرمانده سپاه تهران بزرگ تعداد کشتگان را ۲۴ نفر اعلام کرده که ۱۲ نفر آنان بسیجی بوده‌اند.
حسین صفار هرندی وزیر ارشاد دولت نهم تعداد کشته شدگان را نزدیک به ۴۰ نفر اعلام می‌کند که ۱۰ نفر بسیجی بودند و ۲۰ نفر دیگر مردم مظلومی که گرفتار حادثه‌سازی فتنه‌انگیزان شدند و ۱۰ نفر باقی‌مانده نیز معلوم نشده به دست چه کسانی کشته شده‌اند. ولی تاکنون این مسولین افرادی را که بنا بر اظهاراتشان از بسیج کشته شده‌اند را معرفی نکردند. این در حالی است که رسانه‌های نزدیک به دولت اسامی چند نفر از کشته‌شدگان این حوادث را به عنوان بسیجی معرفی نمود. اما رسانه‌های اصلاح‌طلب انتساب این افراد به بسیج را تکذیب نمودند.
یک سال پس از حوادث بعد از انتخابات هوادارن دولت، تجمعی در مهدیه تهران به مناسبت «بزرگداشت شهدای فتنه» برگزار کردند که کاظم صدیقی در آن «شهدای پس از انتخابات» را «مظلوم‌ترین شهدای دوران انقلاب تاکنون» دانست.

## نام و شرح کشته‌شدگان
در اعتراضات سراسری ۱۳۸۸ خورشیدی، شماری از ایرانیان، کشته شدند.
- دست کم ۸ نفر در اثر تیراندازی نیروهای مسلح بسیج (لباس شخصی‌ها) پس از راهپیمایی ۲۵ خرداد کشته شدند.[۱۸]
- در اثر یورش نیروهای انصار حزب‌الله و بسیج به دانشگاه شیراز دو تن کشته شدند.[۱۹]
- گزارش پرسنل سه بیمارستان شهر تهران از حداقل ۳۴ کشته در راهپیمایی روز سی‌ام خرداد در تهران حکایت دارد. ۱۹ جسد در بیمارستان امام خمینی، ۸ جسد در بیمارستان رسول اکرم و۷ جسد در بیمارستان لقمان حکیم در همان شب تحویل سردخانه‌های این بیمارستان‌ها شده‌است. چندین بیمارستان اصلی دیگر هم در مسیر راهپیمایی آن روز قرار دارد که مطمئناً مجروحان و کشته شده‌های دیگری نیز به این بیمارستان‌ها منتقل شده‌اند.[۲۰]
- کمیته پیگیری حقوق بازداشت‌شدگان و آسیب‌دیدگان حوادث بعد از انتخابات که از جانب میرحسین موسوی و مهدی کروبی تشکیل شده از مراجعه خانواده‌های ۴۶ نفر از مفقودان رویدادهای اخیر که هیچ آگاهی از آنان در دست نیست به این کمیته خبر داده‌است.
به گفته ارون رودز، سخنگوی کمپین بین‌المللی حقوق بشر در ایران: این‌گونه به‌نظر می‌رسد که تعداد زیادی از کسانی که تصور می‌شود در مکان‌های نامعلومی در بازداشت هستند یا در بازداشت‌های بی‌ارتباط با دنیای خارج نگهداشته شده‌اند، احتمالاً می‌توانند جزو کشته شدگان باشند… اگر این مورد صحت داشته باشد، تاریخ در مورد این حوادث نه تنها به عنوان حادثه‌ای که در آن خشونت بسیار زیاد استفاده شده بلکه به عنوان یک کشتار دسته‌جمعی یاد خواهد کرد.[۲۰]
- کمیته بین‌المللی مبارزه با اعدام فهرستی از نام و مشخصات ۶۶ نفر را که در ناآرامی‌های اخیر کشته شده‌اند منتشر کرده‌است.[۲۱]
- خانواده سهراب اعرابی که در ناآرامی‌های تهران کشته شده‌است، گفته‌اند که آلبومی حاوی تصاویر ۵۰ تا ۶۰ نفر از کشته شدگان حوادث اخیر به آن‌ها نشان داده شده بود.

خانواده یکی از مفقودین به خبرنگار نوروز سایت جبهه مشارکت گفته «وی را به سردخانه‌ای در جنوب غربی تهران که مخصوص نگهداری میوه و محصولات لبنی بوده‌است برده‌اند و آلبومی دراختیارش گذاشته‌اند که تصویر صدها کشته در آن بوده‌است تا جنازه فرزندش را از بین آن‌ها پیدا کند. به گفته وی دیدن تصاویر کشته شده‌ها نزدیک به نیم ساعت به طول انجامیده‌است. وی افزود در زمان خروج از این سردخانه پیکر صدها شهید را دیده‌است که در آنجا روی هم گذاشته شده بودند.» 
- علی فضلی، فرمانده سپاه سیدالشهدای استان تهران، در یک کنفرانس مطبوعاتی گفت در جریان «خنثی کردن تلاش عقبهٔ فتنه‌ای که در خانه‌های تیمی کشف شد»، ۸ تن از بسیجیان کشته و حدود ۳۰۰ نفر نیز مجروح شده‌اند.[۲۲][۲۳]
- روزنامه لوفیگارو با برخی پزشکان ایرانی که به تازگی ایران را ترک کرده و شاهد کشتارها بوده‌اند مصاحبه کرد. این افراد تعداد کشته شدگان را بیش از ۹۰ تن برآورد کردند. همچنین گفتند که مجروحان توسط بسیج و نیروهای امنیتی دستگیر و به بیمارستانهای نظامی منتقل می‌شدند. همچنین پزشکان گفتند که قسمتی از اجساد کشته شدگان را جدا می‌کردند. پزشکان احتمال می‌دهند این اقدام برای از بین بردن شواهد تیراندازی به مردم انجام شده باشد.[۲۴]

سهراب اعرابی یک جوان ۱۹ ساله معترض به نتایج انتخابات ریاست جمهوری دهم که در جریان اعتراضات و راهپیماییها در روز ۲۵ خرداد، در جریان تیراندازی یک عضو بسیج از پشت‌بام پایگاه ۱۱۷ عاشورا (در تقاطع خیابان آزادی و خیابان جناح) به ضرب گلوله آن بسیجی جان باخت. برخی رسانه‌ها پس از تحویل جسد وی به خانواده اش اعلام کرده بودند که این جوان پس از دستگیر شدن توسط نیروهای امنیتی، زیر «شکنجه‌ها» در زندان اوین جان باخته‌است اما یکی از بستگان نزدیک او معتقد است که وی بر اثر اصابت دو گلوله به زیر قلب و سر، جان باخته‌است و به علت نداشتن مدرک شناسایی در این مدت هویت وی مشخص نشده بود.

### فهرست جان‌باختگان

#### در بازداشتگاه کهریزک
- محسن روح‌الامینی ۱۸ تیر بازداشت شد و در بازداشتگاه کهریزک بر اثر شکنجه کشته شد.
- محمد کامرانی ۱۸ تیر بازداشت شد و در بازداشتگاه کهریزک در روز ۲۵ تیر ماه درگذشت.
- امیر جوادی‌فر ۱۸ تیر بازداشت شد و در بازداشتگاه کهریزک بر اثر شکنجه کشته شد.
- رامین قهرمانی در بازداشتگاه کهریزک بر اثر شکنجه کشته شد.
- احمد نجاتی کارگر از بازداشت شدگان بازداشتگاه کهریزک که به دلیل ضرب و شتم در بازداشتگاه بعد از آزادی به دلیل از دست دادن هر دو کلیه کشته شد.[۲۶]

#### در روز۲۵ خرداد ۱۳۸۸
- احمد نعیم آبادی بر اثر شلیک گلوله در حاشیه میدان آزادی کشته شد.[۲۷]
- محرم چگینی در مقابل پایگاه بسیج مقداد به ضرب گلوله کشته شد.[۲۸][۲۹][۳۰]
- کیانوش آسا در میدان آزادی به دلیل اصابت دو گلوله به سینه‌اش کشته شد.[۳۱]
- حسین اخترزند در اصفهان توسط نیروهای بسیج از طبقه سوم به پایین پرتاب شده و جان باخت.[۳۲]
- علیرضا افتخاری به علت ضربه باتون نیروهای امنیتی به سرش دچار ضربه مغزی شد و درگذشت.[۳۳]
- ناصر امیرنژاد در خیابان محمدعلی جناح در تیراندازی از ساختمان بسیج کشته شد.[۳۴][۳۵][۳۶]
- محمود رئیسی‌نجفی در میدان آزادی تهران با گلوله و ضرب و شتم نیروهای امنیتی مجروح و پس از ۱۳ روز در منزل درگذشت.[۳۷][۳۸][۳۹]
- فهیمه سلحشور به دلیل اصابت باتون به سر توسط نیروهای بسیجی در میدان ولی عصر تهران کشته شد.[۴۰][۴۱][۴۲]
- داوود صدری با شلیک از بام پایگاه بسیج مقداد جان باخت.[۴۳][۴۴]
- حسین طهماسبی در کرمانشاه به دلیل اصابت ضربات باتون پلیس به سرش کشته شد.[۴۵]
- مهدی کرمی در محله جنت آباد تهران به قتل رسید.[۴۶]
- حسام حنیفه در برابر پایگاه بسیج مقداد، بر اثر اصابت گلوله کشته‌شد.[۴۷][۴۸][۴۹]
- علی حسن‌پور در خیابان آزادی بر اثر اصابت گلوله به سر جان باخت.[۵۰][۵۱]
- فاطمه رجب‌پور در میدان آزادی بر اثر اصابت گلوله کشته شد.[۵۲]
- سرور برومند در میدان آزادی بر اثر اصابت گلوله کشته شد.[۵۲]
- علیرضا صبوری میاندهی بر اثر عفونت ناشی از ترکش‌های گلوله شلیک شده به سرش، جان خود را از دست داد.[۵۳][۵۴]
- رامین رمضانی در میدان آزادی به ضرب گلوله کشته شد.[۵۵]
- مهدی ستارنسب در تظاهرات این روز مفقود شد و به دلیل نامعلومی کشته شد.[۵۶]
- امیرحسین طوفان‌پور به دلیل اصابت گلوله و ضربات دیگر کشته شد.[۵۷]

#### در روز۳۰ خرداد ۱۳۸۸
- ندا آقاسلطان در خیابان کارگر شمالی به علت اصابت گلوله به سینه کشته شد.
- حمید حسین‌بیگ عراقی در نزدیکی میدان آزادی به علت اصابت گلوله به سینه به قتل رسید.[۵۸]
- ابوالفضل عبداللهی در مقابل دانشگاه صنعتی شریف به دلیل اصابت گلوله به پشت سر جان باخت.[۵۹]
- محسن حدادی در خیابان نصرت به دلیل اصابت گلوله به پیشانی جان باخت.[۶۰]
- فاطمه سمسارپور به ضرب گلوله جان باخت.[۶۱]
- اشکان سهرابی بر اثر اصابت سه گلوله به سینه‌اش در گذشت.[۶۲]
- رضا طباطبایی در خیابان آذربایجان به دلیل برخورد گلوله به سرش کشته شد.[۶۳]
- سالار طهماسبی در خیابان جمهوری به دلیل اصابت گلوله به پیشانی جان باخت.[۶۴]
- بهزاد مهاجر در نزدیک میدان آزادی با شلیک گلوله نیروهای نظامی به قتل رسید.[۶۵]
- مسعود هاشم‌زاده به ضرب گلوله جان باخت.[۶۶]
- ایمان هاشمی در خیابان آزادی به دلیل اصابت گلوله به چشم جان باخت.
- میلاد یزدان‌پناه بر اثر تیراندازی نیروهای امنیتی جان باخت.
- کاوه سبزعلی‌پور در اثر اصابت گلوله شلیک شده از بام مسجد لولاگر کشته شد.[۶۷]
- سعید عباسی فر گلچی در خیابان رودکی به دلیل اصابت گلوله به قتل رسید.[۶۸]
- محمدحسین فیض در نزدیکی پایگاه بسیج مقداد به علت اصابت گلوله به پشت سرش به قتل رسید.
- علی فتحعلیان بر اثر شلیک مستقیم گلوله از بام مسجد لولاگر کشته شد.[۶۹]
- مسعود خسروی به دلیل اصابت گلوله به قتل رسید.[۷۰]
- عباس دیسناد بر اثر ضربات باتون به سرش و ضربه‌مغزی شدن، بعد از ۳ روز به کما رفتن، در بیمارستان درگذشت.[۷۱][۷۲]
- عالم تبعه افغانی در خیابان خوش جنوبی به دلیل اصابت گلوله جان باخت.[۷۳]

#### در روزعاشورا
- شهرام فرج‌زاده، ۳۵ ساله، علت مرگ: زیر گرفته شدن توسط خودروی نیروی انتظامی[۷۴]
- سید علی موسوی حبیبی، ۴۲ ساله، علت مرگ:اصابت گلوله[۷۵][۷۶]
- شبنم سهرابی، توسط ماشین نیروی انتظامی زیر گرفته شد.[۷۷]
- شاهرخ رحمانی در چهار راه ولی عصر در تظاهرات آن روز توسط خودروی نیروی انتظامی زیر گرفته شد.[۷۸]
- مهدی فرهادی راد بر اثر اصابت دو گلوله به سر و سینه کشته شد.[۷۹]
- مصطفی کریم بیگی، در خیابان نوفل لوشاتو بر اثر اصابت گلوله به پیشانی کشته شد.[۸۰][۸۱]
- محمد علی راسخی نیا، ۴۰ ساله، علت مرگ:اصابت ساچمه شکاری[۸۲]
- جهانبخت پازوکی، ۵۰ ساله[۸۲]
- امیرارشد تاجمیر، ۲۵ ساله، علت مرگ: زیر گرفته شدن توسط خودروی نیروی انتظامی[۸۳][۸۴]

#### در روز۲۵ بهمن ۱۳۸۹
- صانع ژاله بر اثر برخورد گلوله کشته شد.[۸۵][۸۶]
- محمد مختاری بر اثر برخورد گلوله به کتف و خون‌ریزی کشته شد.[۸۷][۸۸]
- امیرحسین تهرانچی بر اثر برخورد گلوله کشته شد.[۸۹]

#### در روز۱ اسفند ۱۳۸۹
- حامد نورمحمدی از روی پل روگذر حد فاصل میدان دانشجو و میدان نمازی در شیراز توسط مأموران امنیتی به پایین پرت شده و کشته شد.[۹۰][۹۱]

#### در روزچهارشنبه‌سوری ۱۳۸۹
- بهنود رمضانی در میدان ۲۲ نارمک تهران به دلیل اصابت ضربات باتون کشته شد.[۹۲]

#### دیگر کشته‌شدگان
- میثم عبادی در ۲۳ خرداد در میدان تجریش تهران کشته شد.[۹۳][۹۴][۹۵]
- سهراب اعرابی در ۲۵ خرداد مفقود و در تاریخ نامعلومی کشته شد.[۹۶]
- لطف‌علی یوسفیان در ۲۵ خرداد بر اثر استنشاق گاز اشک‌آور شیمیایی مسموم شده و در تیر ماه در بیمارستان ابن سینا درگذشت.[۹۷]
- شلیر خضری در ۲۶ خرداد.[۹۸]
- مصطفی غنیان در ۲۶ خرداد در محله سعادت آباد به دلیل اصابت گلوله به پیشانی کشته شد.[۹۹][۱۰۰]
- محمد نیکزادی در ۲۶ خرداد در میدان ونک به دلیل اصابت گلوله به سینه به قتل رسید.[۹۸]
- محمدحسین برزگر در ۲۷ خرداد بر اثر اصابت گلوله بر سرش کشته شد.[۹۸]
- پریسا کلی در ۳۱ خرداد در بلوار کشاورز تهران کشته شد.[۹۸][۱۰۱]
- علی شاهدی در ۳۱ خرداد پس از دستگیری در کلانتری تهرانپارس به دلیل نامعلومی کشته شد.[۹۸]
- وحیدرضا طباطبایی ۳ تیر در بهارستان به دلیل اصابت گلوله به سر جان باخت.[۹۸]
- یعقوب بروایه در ۴ تیر از بالای مسجد لولاگر مورد اصابت گلوله قرار گرفت و کشته شد.[۹۸]
- جعفر بروایه در ۷ تیر ۱۳۸۸ در میدان بهارستان بر اثر اصابت گلوله به سرش کشته شد.[۹۸]
- حسین اکبری پس از بازداشت شدن توسط نیروهای امنیتی، کشته شده‌است.[۱۰۲]
- محمدجواد پرنداخ در اصفهان پس از بازداشت توسط وزارت اطلاعات به طرز مشکوکی جان باخت.[۱۰۳]
- حمید مداح شورچه در مشهد پس از بازداشت بر اثر شکنجه کشته شد.[۹۸]
- آرمان استخری‌پور: به گزارش سایت اینترنتی «موج سبز آزادی» آرمان استخری‌پور در جریان اعتراضات پس از انتخابات ریاست جمهوری دهم توسط نیروهای امنیتی کشته شد.[۱۰۴]
- رامین پوراندرجانی: پزشک وظیفه بازداشتگاه کهریزک که۴ ماه بعد از انتخابات به طرز مشکوکی کشته شد.[۱۰۵]
- بهار سادات سند خواه در ۲۸ دی در خیابان نیاوران به ضرب گلوله کشته شد.[۹۸]
- امین ذاکر در ۲۸ دی در خیابان نیاوران به ضرب گلوله کشته شد.[۹۸]
- مبینا احترامی دانشجوی بهبهانی[۱۰۶] دانشگاه تهران بود که در حمله انصار حزب‌الله و گارد ویژه کوی دانشگاه تهران[۱۰۷] در جریان اعتراضات به نتایج انتخابات دوره دهم ریاست جمهوری ایران، در اثر اصابت گلوله نیروهای مسلح کشته شد.[۱۰۸][۱۰۹] سپس پیکر وی بدون اطلاع خانواده‌اش به صورت مخفیانه به خاک سپرده شد.[۱۱۰]

## آمار کشتگان اعتراضات تظاهرات ۱۳۸۸
روی هم رفته، ۷۸ تن در جریان اعتراضات خیابانی ۱۳۸۸ (تا ۱۳۹۰) توسط نظام جمهوری اسلامی ایران کشته شدند.